# Sebastian Karlsson (sångare)
Mikael Sebastian Karlsson, mer känd under artistnamnet Sebastian, född 2 januari 1985 i Tyresö församling, är en svensk sångare och skådespelare.

## Deltagande iIdol
Karlssons karriär började med hans medverkan i TV-programmet Idol 2005. Sebastian ville egentligen inte söka till Idol, men hans mamma tipsade produktionen att hennes son var talangfull och hade drömmar om att bli musiker. Modern lurade iväg Sebastian till Stockholm, där han blev "kidnappad" av programledarna. Juryn föll pladask för hans begåvning och gick vidare till att bli en av finalisterna. Han var en av storfavoriterna och var länge tippad att vinna hela tävlingen. Trots sin popularitet slutade han tvåa efter Agnes Carlsson. 

### Uppträdanden i Idol 2005
- Audition i Stockholm: Something Beautiful, Robbie Williams.
- Kvalfinal: Bad Day, Daniel Powter.
- Veckofinal 1 (My Own Idol): It's Only Rock'N'Roll, The Rolling Stones.
- Veckofinal 2 (1980-talet): Don't You, Simple Minds.
- Veckofinal 3 (Svenska hits): Musik Non Stop, Kent.
- Veckofinal 4 (Pophits): It Takes A Fool To Remain Sane, The Ark.
- Veckofinal 5 (Disco): She Works Hard For The Money, Donna Summer.
- Veckofinal 6 (Cocktail): Quando, Quando, Quando, Engelbert Humperdinck.
- Veckofinal 7 (Rock): Låt 1: Walk This Way, Aerosmith.
- Veckofinal 7 (Rock): Låt 2: Life On Mars?, David Bowie.
- Veckofinal 8 (Kärlek): Låt 1: With Or Without You, U2.
- Veckofinal 8 (Kärlek): Låt 2: You're Beautiful, James Blunt.
- Veckofinal 8 (Kärlek): Duett med Agnes Carlsson: Tears Never Dry, Stephen Simmonds & Lisa Nilsson.
- Veckofinal 9 (Juryns val): Låt 1: Start Me Up, The Rolling Stones.
- Veckofinal 9 (Juryns val): Låt 2: Nothing Compares 2 U, Sinéad O'Connor.
- Final: Låt 1 (Eget Val): Born To Run, Bruce Springsteen.
- Final: Låt 2 (Tittarnas Val): Life On Mars, David Bowie.
- Final: Låt 3 (Vinnarlåten): Right Here, Right Now (My Heart Belongs To You), nyskriven av Jörgen Elofsson.

## Album och turnéer
Bara någon dag efter finalen blev han erbjuden skivkontrakt. Skivan spelades in i raskt tempo. I februari 2006 släppte han singeln Do What You're Told, som bara inom några veckor nådde platinastatus. Strax efter kom debutalbumet Sebastian, och sålde guld på en vecka. Skivan bestod av åtta nyskrivna och två covers, Start me up och Life on mars?, som han tidigare hade sjungit i Idol. Birthmarks var den enda låten på debutalbumet som han hade skrivit, (dock tillsammans med låtskrivaren och producenten Peter Kvint). Ännu en singel, Indifferent, släpptes från skivan i april. Sommaren 2006 var Karlsson ute på turné och medverkade även i TV-programmet Allsång på Skansen. Redan på den första sommarturnén hade Sebastian en genomsnittspublik på 8 000, något som är ovanligt bland nya artister i branschen.
I december samma år släpptes singeln Words and Violence från det kommande albumet.
I januari 2007 belönades Karlsson med en Rockbjörn för årets bästa nykomling. Under våren 2007 släpptes albumet The Vintage Virgin. Den sålde guld inom en vecka och placerade sig som högst på andra plats på den svenska albumlistan. Detta andra album var enligt honom själv mer genomtänkt och personligt, och alla låtar var skrivna av Karlsson tillsammans med Peter Kvint. 
I januari 2009 kom hans tredje platta "The Most Beautiful Lie". Från den skivan släpptes singlarna "My getaway", "Serial lovers" och "Stay forever".
Den 23 januari 2012 kom Sebastians fjärde album, No Red Line. Skivan finns endast som nedladdning. Från albumet har två singlar släppts: "Sunday Morning" och "No One Else Could". Enligt Sebastian skiljer sig albumet från det han tidigare gjort, då de tre första skivorna är pop och rock-aktiga; No Red Line är syntpopskiva.
Karlsson är en av artisterna som medverkade i showen On Stage 2012 - Bäst of Sweden. Övriga artister är bland andra Uno Svenningsson och Brolle.
Sebastian gick tidigare ut med i sin blogg att han avsade sig sitt skivkontrakt då han kände att hans skivbolag hade höga krav och att de brydde sig mer om pengar än om sina artister. Istället för att göra soloalbum tänker Sebastian satsa på nya, andra utmaningar. Han berättade via sin officiella Facebook tidigt 2013 att han bildat en musikgrupp som heter Nåden. Gruppen skulle samma år släppa ett album med låtar på svenska. I maj 2013 kom deras första singel, Hur tror du det känns?.

## Musikal
Under våren 2010 medverkade han i musikalen Grease på Göta Lejon, med bland andra Marie Serneholt och Sara Sommerfeld. Det blev en succé vilket gjorde att turnén fortsatte även till hösten samma år. Höstturnén blev dock inte en lika stor framgång. Grease var Karlssons första musikal.

## Melodifestivalen
Sebastian Karlsson blev tidigt under 2007 tillfrågad att tävla som joker i Melodifestivalen samma år. Han medverkade i den tredje deltävlingen med bidraget When the Night Comes Falling som han skrev tillsammans med Peter Kvint. Den tog sig direkt till final, där han slutade på 8:e plats med 39 poäng från jurygrupperna. 

I Melodifestivalen 2011 tävlade han med bidraget No One Else Could, som han skrivit tillsammans med Andreas Alfredsson Grube. Han placerade sig på femte plats i deltävlingen i Linköping.

## Film
Sebastian har jobbat med svenska filmer och svenska dubbningar av tecknade serier och filmer. Han gjorde rösten till Meowth i Pokémon – Filmen: Jag väljer dig! och Kristoffer i Frost och Frost 2. Han sjöng i ledmotiven till säsongerna 18–20 av TV-serien av Pokémon-animen. Han spelade Jens Carlsson-Smedman i TV-serien Arne Dahl: En midsommarnattsdröm och Jocke i TV-serien Fartblinda.

## Diskografi

### Singlar
- Do What You're Told  – 1 februari 2006
- Indifferent – 26 april 2006
- Words And Violence  – 4 december 2006
- When the Night Comes Falling  – 5 mars 2007
- I Can Feel You – juni 2007
- My Getaway – 22 september 2008
- Serial Lovers – 12 januari 2009
- No one else Could – 2011
- Sunday Morning – 2011

### Album
- Sebastian  – 1 mars 2006
- The Vintage Virgin  – 7 mars 2007
- The Most Beautiful Lie – 21 januari 2009
- No Red Line – 23 januari 2012

### Andra album
- My Own Idol – Idol 2005 – 19 oktober 2005

### Nåden
- Hur tror du det känns? – 2013
- Äntligen – 2014

## Teater

### Roller
| År   | Roll  | Produktion                                                          | Regi           | Teater            |
| ---- | ----- | ------------------------------------------------------------------- | -------------- | ----------------- |
| 2010 | Danne | Grease – den svenska versionen (Grease) Jim Jacobs och Warren Casey | Hans Marklund  | Göta Lejon        |
| 2024 | Judas | Godspell John-Michael Tebelak och Stephen Schwartz                  | Robin Karlsson | Engelbrektskyrkan |